# Мусса Хірір
Мусса Хірір (фр. Moussa Hirir, нар. 1 січня 1988) — джибутійський футболіст, півзахисник клубу «Жуельє Баталь». Виступав за клуби «Сосьєт Іммобільє де Джибуті», «Картільє ДжибСтар», а також національну збірну Джибуті.

## Клубна кар'єра
У дорослому футболі дебютував 2008 року виступами за команду «Сосьєт Іммобільє де Джибуті», в якій провів один сезон. Своєю грою за цю команду привернув увагу представників тренерського штабу клубу «Картільє ДжибСтар», до складу якого приєднався 2009 року. Відіграв команду наступні п'ять сезонів своєї ігрової кар'єри.
До складу клубу «Жуельє Баталь» приєднався 2014 року. 

## Виступи за збірну
13 червня 2008 року дебютував у складі національної збірної Джибуті в поєдинку проти ДР Конго. А 22 червня 2008 року, в матчі-відповіді проти ДР Конго, відзначився своїм єдиним голом у національній команді.